# Douala
Douala je največje mesto, pristanišče in gospodarsko središče afriške države Kamerun. Mesto ima približno dva milijona prebivalcev, večinoma črncev Bantujcev. Uradni jezik je francoščina, prevladujoča religija pa je krščanstvo z močnimi primesmi krajevnega animizma. 
Mesto se razteza predvsem ob levem bregu izliva reke Wouri 4 stopinje severno od ekvatorja blizu atlantske obale. Podnebje je tropsko. Prvi kolonizatorji so bili Portugalci, sledili so jim Nemci, ki so kolonijo po prvi svetovni vojni izgubili. Takrat je Douala prišla v roke Francozom. V 1960-ih je Kamerun postal neodvisen. V arhitekturi so še opazni nemški vplivi.
Douala je pobratena s Filadelfijo.